# Chlorella
Chlorella är ett släkte av encelliga grönalger tillhörande divisionen Chlorophyta. De har en sfärisk form, omkring 2 till 10 μm i diameter, och saknar flageller. Chlorellas kloroplast innehåller gröna fotosyntetiska pigment, klorofyll a och -b. Genom fotosyntesen kan grönalgerna föröka sig snabbt, de kräver endast koldioxid, vatten, solljus och en liten mängd mineraler för att reproducera sig.
Namnet Chlorella kommer från det grekiska chloros, som betyder grönt, och det latinska diminutiva suffixet ella, som har betydelsen "liten". 
Den tyska biokemisten och cellfysiologen Otto Heinrich Warburg som erhöll Nobelpriset i fysiologi eller medicin 1931 för sin forskning om cellandningen, studerade också fotosyntesen hos Chlorella.
Melvin Calvin vid University of California erhöll 1961 Nobelpriset i kemi för sin forskning om koldioxidassimilering hos växter, efter studier av fotosyntesen hos Chlorella.